# Abbazia di San Nicola (Rodengo-Saiano)
L'abbazia olivetana di San Nicola a Rodengo-Saiano, in Franciacorta, è un complesso religioso di grande rilevanza spirituale e di notevole interesse storico-artistico.

## La storia
L'abbazia fu fondata dai monaci cluniacensi - congregazione dell'Ordine di San Benedetto - verso la metà dell'XI secolo. Le più antiche attestazioni documentate dell'esistenza del monastero risalgono agli anni 1085-1090; un altro documento del 1109 fa menzione della dedicazione a san Nicola, che rimarrà inalterata nel tempo.

La ubicazione del monastero fu posta su un quadrivio romano, che portava alla città e serviva da ostello per i pellegrini in viaggio per Roma. Il sito era già stato occupato in età romana ed altomedievale, come documentato da scavi archeologici hanno portato alla luce i resti di un muro romano e di una capanna longobarda.
Lo sviluppo del monastero - come quello di altri cenobi cluniacensi presenti in Franciacorta- avvenne inizialmente per impulso della importante badia di Pontida e di quella di San Paolo d'Argon. Il monastero di Rodengo affermò presto una propria autonomia, in connessione anche con lo sviluppo economico dovuto alle molteplici donazioni ed acquisti di proprietà terriere. Come per tutti gli altri monasteri benedettini la gestione di tali proprietà fece subito riferimento all'ausilio di fratelli conversi.
Già nella seconda metà del XIII secolo, tuttavia, lo sviluppo spirituale ed economico del monastero si era arrestato. Documenti relativi alle adunanze capitolari riferiscono di un numero di monaci e di conversi che non arrivava a dieci persone. Alla fine del XIV secolo si arrivò alla installazione di un abate commendatario al posto di quello nominato dall'ordine cluniacense; ma tale evenienza non arrestò - anzi accelerò – la decadenza del monastero. Le autorità che avevano voce in capitolo (dal papato, alla diocesi di Brescia, alla Repubblica di Venezia che aveva inglobato i territori bresciani, alla municipalità di Rodengo) si trovarono spesso in disaccordo sulle scelte relative alla gestione del monastero.
Nel 1446, per volere di papa Eugenio IV, la primitiva abbazia fu affidata agli olivetani. Aspri contrasti segnarono la rinuncia ai propri privilegi da parte dell'ultimo abate commendatario, e solo nel 1450 il passaggio del monastero agli olivetani divenne definitivo.
Iniziò subito una forte ripresa delle fortune spirituali ed economiche del monastero. Fu consolidato l'impiego delle proprietà terriere ed altre vennero acquisite anche attraverso i lavori di bonifica dei terreni paludosi circostanti.

Fin dal 1450 si assunse la decisione di riedificare il complesso abbaziale, a cominciare dalla chiesa di San Nicola, interamente ricostruita nel luogo ove sorgeva la vecchia chiesa cluniacensa.

Il progetto di ampliamento delle strutture architettoniche riguardò presto anche la costruzione del chiostro occidentale e del chiostro grande, (rifatto poi nel 1560-70, con l'ampliamento dei piani superiori), e progressivamente interessò tutto il monastero. I priori olivetani si mostrarono subito consapevoli della importanza della azione intrapresa e furono attenti a valersi della collaborazione dei più importanti artisti bresciani.
Il fervore di opere costruttive si protrasse per circa tre secoli dando luogo ad uno dei complessi abbaziali artisticamente più significativi dell'Italia settentrionale. Nel Cinquecento furono coinvolti pittori come il Romanino, il Moretto, Lattanzio Gambara e Grazio Cossali; in epoche successive troviamo impegnati i pittori Gian Giacomo Barbelli, Giovan Battista Sassi ed altri. Di grande pregio sono anche alcune opere lignee (come il coro a tarsie realizzato da Cristoforo Rocchi nel 1480), opere marmoree ed in ceramica (come le decorazioni del chiostro maggiore).
Nel 1797 il Governo Provvisorio di Brescia, in virtù delle leggi napoleoniche, decretò la soppressione del monastero e la sua assegnazione all'Ospedale femminile di Brescia.
Dopo un lungo periodo di decadenza, nel 1969 l'abbazia è tornata, per interessamento di papa Paolo VI ai monaci olivetani. Si è da allora avviata – con il sostegno della Sovrintendenza di Brescia e di numerose associazioni – un'ininterrotta opera tesa a riportare il complesso architettonico al suo antico splendore.

## Il patrimonio artistico dell'abbazia

### La chiesa di San Nicola

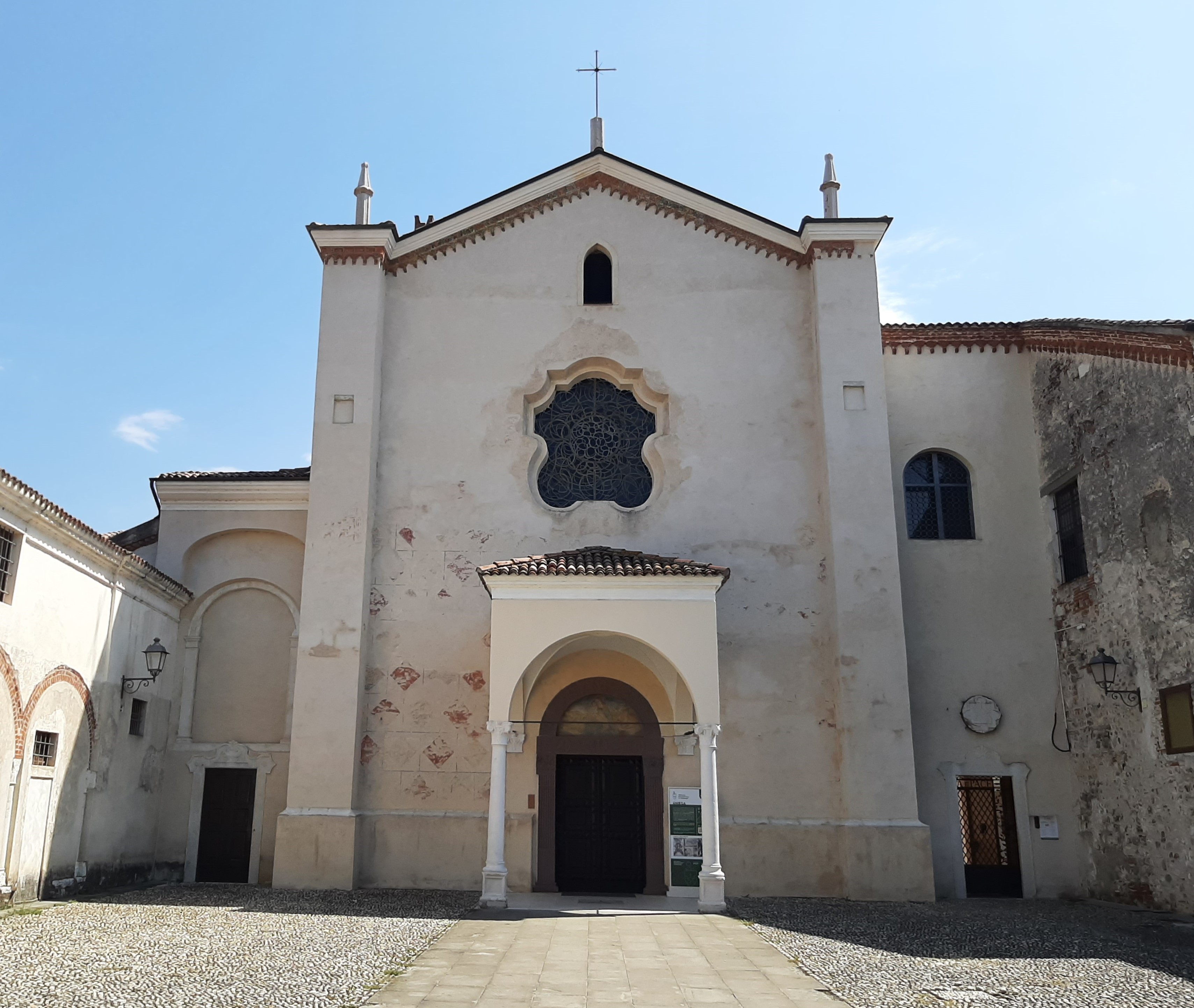
La facciata della chiesa di San Nicola

Costruita a partire dalla metà del XV secolo, la chiesa dell'abbazia, intitolata a San Nicola, venne a più riprese ampliata e modificata nelle sue strutture e negli apparati decorativi. Dell'aspetto che presentava l'edificio quattrocentesco si è conservata soprattutto la facciata, con la sua semplice forma a capanna, racchiusa ai lati da due robusti piloni.

Quattrocentesca è anche la decorazione in maiolica gialla e verde che corre lungo la linea del tetto

Al di sotto di tale decorazione in maiolica ancora si intravedono le tracce di un affresco raffiguranti due angeli in volo, al centro dei quali si apriva una monofora ad arco a sesto acuto.
Quattrocentesco è il portale realizzato in pietra simona, decorato con motivi vegetali e con tondi a bassorilievo posti sull'architrave. Esso è sormontato da una lunetta nella quale era posto un affresco della Madonna col Bambino, già attribuito al Foppa. Il protiro con volta a crociera che protegge l'ingresso è opera posteriore.

Anche il finestrone mistilineo posto al centro della facciata è posteriore, databile ai primi decenni del settecento, secolo nel quale la chiesa fu oggetto di una risistemazione in stile barocco.
La struttura architettonica interna lascia ancora intuire la originale soluzione quattrocentesca che, con le campate suddivise da archi traversi e con l'ampio presbiterio quadrato, rimanda ad analoghe soluzioni visibili in alcune chiese coeve presenti nel territorio bresciano.
Le pareti della chiesa sono impreziosite da un'ininterrotta decorazione a fresco - realizzata nel terzo decennio del Settecento da artisti prevalentemente di area milanese, Giovan Battista Sassi, Giacomo Lecchi e Giuseppe Castellini – composta da finte architetture, da medaglioni, e da motivi vegetali che inquadrano narrazioni agiografiche.

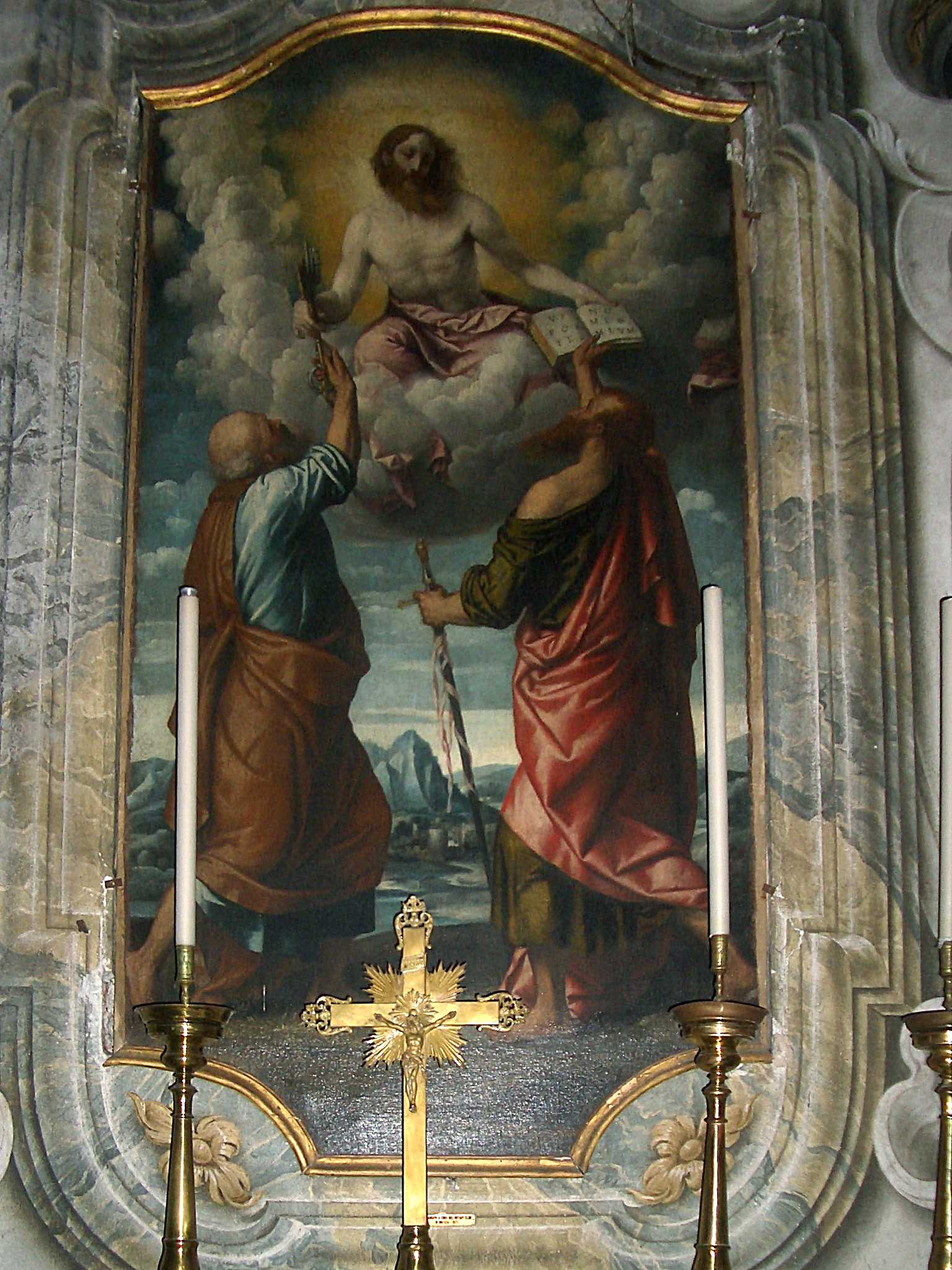
Moretto, Gesù in gloria consegna le chiavi a san Pietro e il libro della dottrina a san Paolo, 1540 circa, cappella di San Pietro

Notevole è l'apparato decorativo delle sei cappelle che si aprono sulla sinistra della chiesa.
- Nella prima cappella, detta del Santissimo Sacramento, troviamo una pregevole pala d'altare di G.B. Sassi raffigurante la SS. Trinità con il trionfo della Croce.
- Nella cappella seguente, detta di San Pietro, è possibile ammirare una pala del Moretto raffigurante Gesù in gloria consegna le chiavi a san Pietro e il libro della dottrina a san Paolo. La pala, di dimensioni non molto ampie, è databile dopo il 1540: essa è stata qui impiegata dopo un lavoro di risagomatura ed il suo inserimento in una cornice settecentesca. Il dipinto celebra con grande attenzione didascalica la solidità della Chiesa e della sua missione pastorale, affidata direttamente da Gesù ai due santi che ne costituiscono le colonne portanti. Le figure dei santi che si ergono maestosamente verso il Cristo occupano la maggior parte della scena; sullo sfondo, per dare profondità al dipinto, si profila un paesaggio pieno di luce e di poesia.
Nella stessa cappella, sulle pareti laterali, sono collocate due opere del Sassi (1730) riferite rispettivamente ai due santi raffigurati nella pala d'altare: Quo vadis Domine? e S. Paolo di fronte al Dio Ignoto.
- Nella cappella del Rosario troviamo ancora tele del Sassi: una Madonna del Rosario sull'altare e, ai lati, una Annunciazione ed una Visitazione.
- Nella cappella di san Bernardo Tolomei, fondatore della congregazione di Monte Oliveto Maggiore, troviamo, al centro, una pala d'altare di incerta attribuzione con la figura del Santo; ai lati tele del Sassi con episodi della sua vita. Alquanto suggestiva è la scena di san Bernardo Tolomei che dà sepoltura ai morti della peste che colpì Siena nel 1348.
- Nella cappella di Santa Francesca Romana, fondatrice delle Oblate di Tor di Specchi, sono poste tele del Sassi, tra cui un notevole San Benedetto in gloria con Santa Francesca Romana e un Angelo
- La sesta cappella, priva di altare e decorata con finte architetture, è dedicata a Maria Bambina. Custodisce un'urna ottagonale con il Simulacro di Maria Bambina, oggetto di speciale devozione da parte degli olivetani.

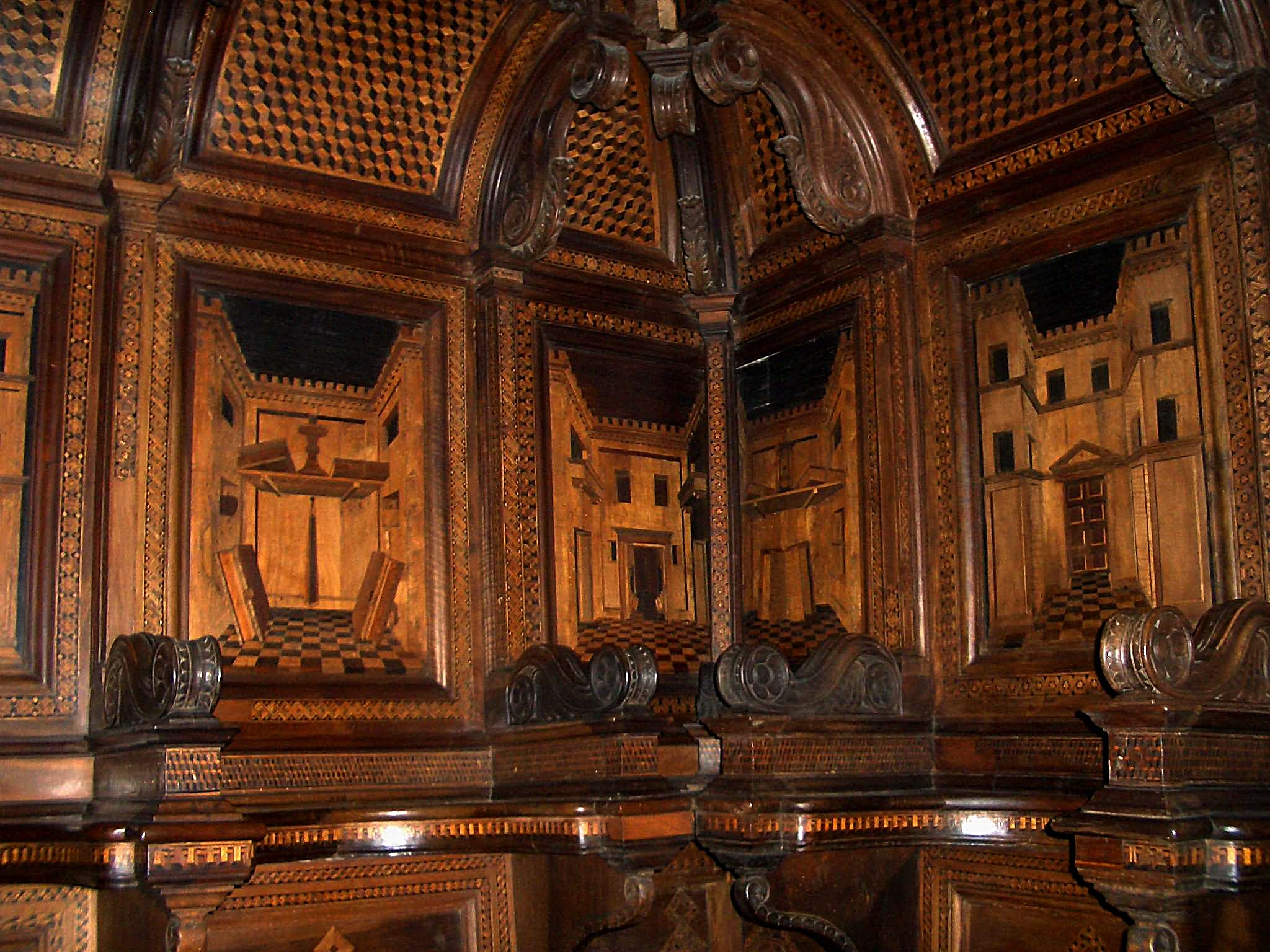
Stefano Rocchi, gli stalli del coro, 1480

L'altare maggiore della chiesa è stato realizzato nel 1668 ad opera di Paolo Sambinelli detto il Puegnago. Ai lati del presbiterio, in posizione simmetrica, a metà delle pareti, sono poste due cantorie: quella di destra ospita un organo, mentre quella di sinistra è decorata con un seicentesco affresco raffigurante Santa Cecilia all'organo, attribuito al pittore cremasco Gian Giacomo Barbelli.
Al centro dell'abside è posta una pala seicentesca raffigurante la Madonna col Bambino ed i santi Nicola e Benedetto.

Notevolissimo è il coro a tarsie addossato all'abside, opera di Cristoforo Rocchi, datata 1480. Riprendendo un impianto decorativo molto stimato in quell'epoca (come testimoniano tra l'altro le superbe tarsie di Fra Giovanni di Verona a Monte Oliveto Maggiore) il coro monastico è formato da sedici sedili con schienali che ripetono, quasi identiche, le raffigurazioni ad intarsio della prospettiva di una corte con pavimentazione a scacchiera.
Al centro del coro trovava posto un magnifico leggio in legno (con intarsi ricavati probabilmente da disegni del Romanino), opera di Raffaele da Brescia (datato circa 1530), ora conservato presso la Pinacoteca Tosio Martinengo di Brescia.
Nella chiesa è oggi collocata anche la grande tela di Grazio Cossali, firmata e datata 1608, raffigurante le Nozze di Cana. Essa era posta in precedenza sulla parete di fondo del refettorio, a coprire l'affresco di inizio Cinquecento della Crocifissione. Il dipinto, di grande qualità artistica, denuncia il debito artistico dell'autore verso Antonio Campi
Altre opere di notevole interesse artistico sono conservate nella sacrestia, a cominciare dalla porta decorata da trentun formelle intarsiate, opera realizzata (alla pari degli stalli del coro) da Cristoforo Rocchi. Occorre tuttavia osservare come, secondo alcuni, l'autore degli intagli della porta sarebbe Raffaello da Brescia. L'interno alquanto spazioso e luminoso della sacrestia ospita un cospicuo arredo ligneo ed un elegante apparato decorativo a fresco. Tra le due finestre troviamo un affresco cinquecentesco raffigurante la Madonna col Bambino affiancata dai Santi Nicola e Benedetto, opera appartenente al manierismo bresciano vicina ai modi stilistici di Lattanzio Gambara.

Il contributo più importante all'apparato decorativo della sacrestia viene dalla mano di Gian Giacomo Barbelli: suoi sono gli affreschi posti nelle undici lunette sulle pareti, con episodi della Vita di San Benedetto (tratti dai Dialoghi di San Gregorio Magno), sue sono le decorazioni del soffitto al centro del quale campeggia il grande affresco con la SS Trinità adorata da San Benedetto, dal Beato Bernardo Tolomei, da Santa Scolastica e da Santa Francesca Romana

#### Opere già nella chiesa
- Maestro orafo lombardo, Pace di Rodengo, inizio XVI secolo, oggi al Museo di Santa Giulia, Brescia

### Il monastero

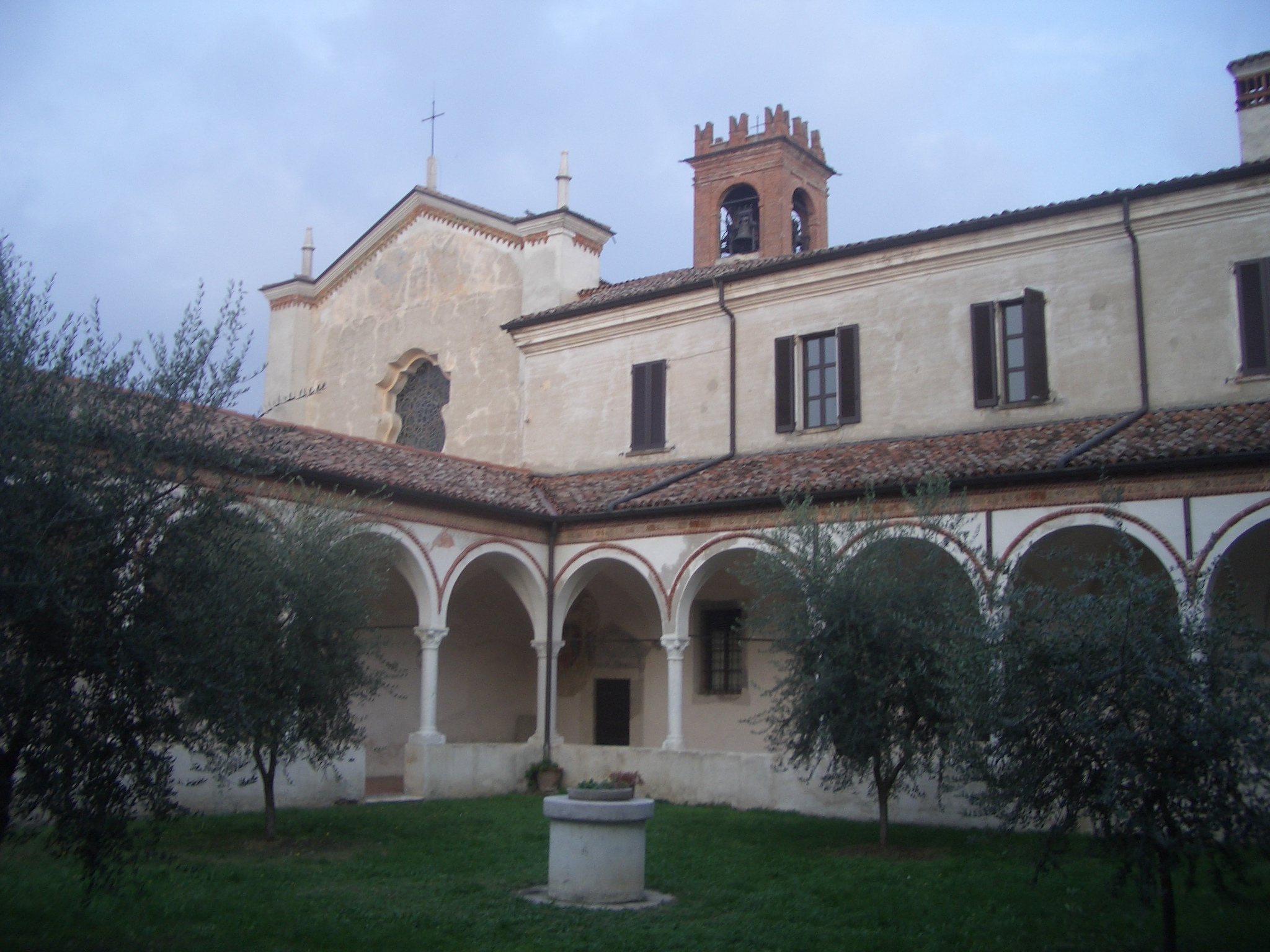
Il chiostro piccolo

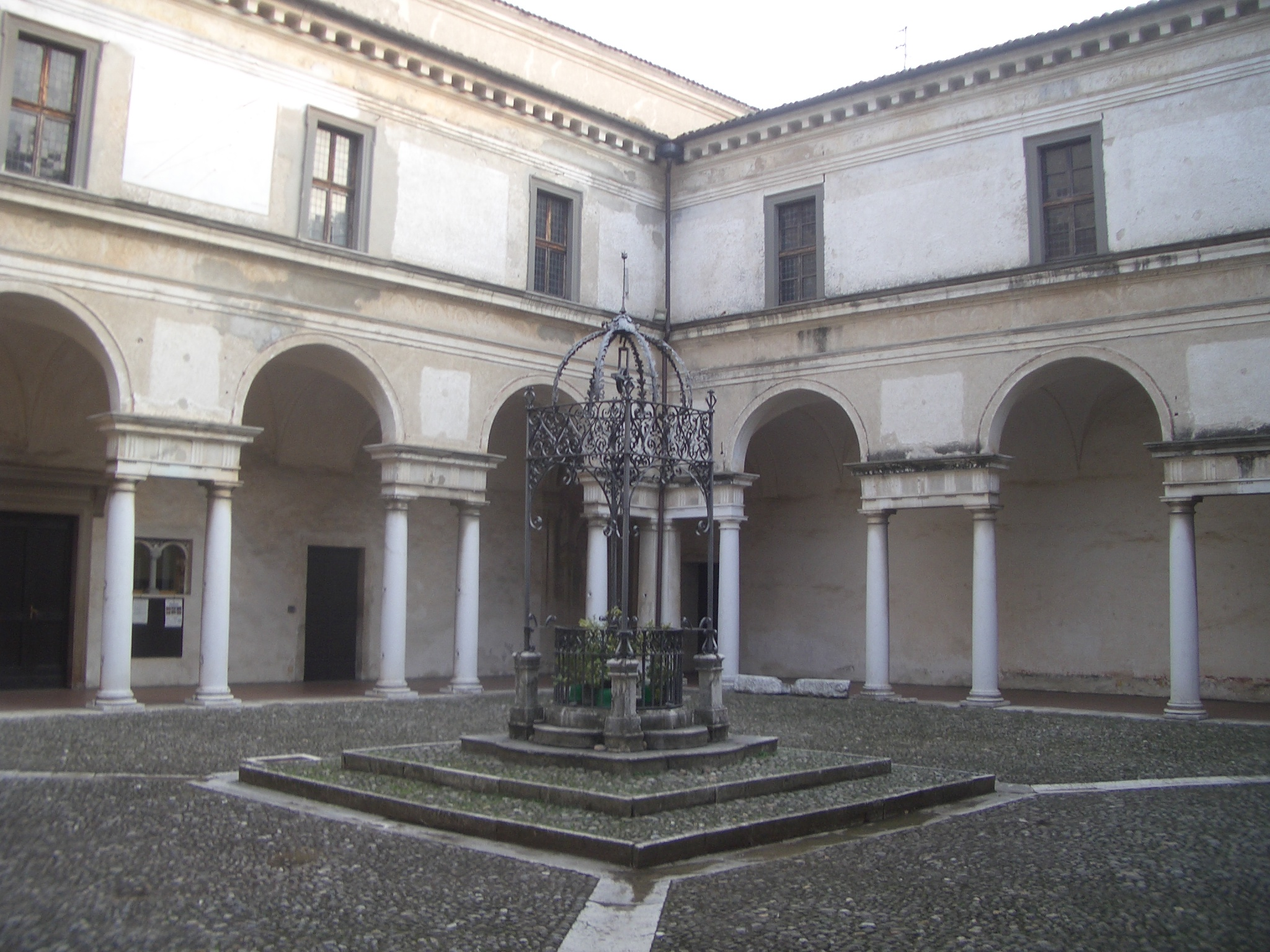
Il chiostro della cisterna

#### I tre chiostri
Uno degli elementi che maggiormente caratterizzano l'Abbazia di Rodengo è dato dalla presenza di tre chiostri rinascimentali, realizzati con continuità, a partire dagli ultimi decenni del XV secolo, in un arco di tempo di un centinaio di anni.

Il chiostro piccolo, posto in prossimità della chiesa, è verosimilmente quello avviato per primo, utilizzando anche materiale proveniente dal preesistente chiostro cluniacense.
Le dimensioni ridotte, le linee di grande semplicità dei suoi corridoi e delle sue arcate con cordonature in cotto, l'aspetto ancora goticizzante dato dalle diverse forme dei capitelli a fogliami, conferiscono all'ambiente un'atmosfera di notevole raccoglimento.
Il chiostro grande (o chiostro del Cinquecento) si connota per la elegante maestosità, dei due loggiati sovrapposti: quello inferiore, con dieci archi per lato, e quello superiore che corre, con archi raddoppiati, lungo tre lati della pianta quadrata.
La qualità estetica del chiostro, di gusto pienamente rinascimentale, è impreziosita da una decorazione in maiolica che compone il cornicione che occupa ininterrottamente il lato meridionale. Al centro del prato è posta una pergola in ferro battuto.

Si affacciano sul chiostro quelli che earano i locali di servizio dell'abbazia (la cucina, il pozzo e l'acquaio, il forno, la foresteria, ecc.). Vi si affaccia inoltre la cosiddetta "sala Sansone" che prende il nome dagli affreschi, opera di un artista bresciano del XVI secolo, che ne adornano la parete centrale e le lunette, aventi come tema le imprese dell'eroe biblico.
Il chiostro della cisterna (o chiostro delle meridiane) fu realizzato all'incirca nel decennio 1580 -90. La struttura architettonica, con archi sorretti da colonne binate poggianti direttamente sulla pavimentazione, è improntata ad un gusto tardorinascimentale poco diffuso in territorio bresciano.
Al centro del cortile acciottolato, su un basamento di tre scalini, poggia un pozzo di ferro battuto (costruito in un periodo più tardo).

Caratteristica è la presenza di tre meridiane su tre lati diversi del chiostro; la più elegante, datata 1648, mostra lo stemma degli olivetani (monte di tre cime sormontato da croce con rami d'ulivo)

Sul chiostro si affaccia quella che era la Sala del Capitolo (oggi utilizzata come cappella), la cui parete centrale è adornata da un affresco raffigurante Cristo risorgente (1599). Il dipinto, già attribuito a Lattanzio Gambara, è ora assegnato al pittore bresciano Pietro da Morone.

#### L'antirefettorio ed il refettorio

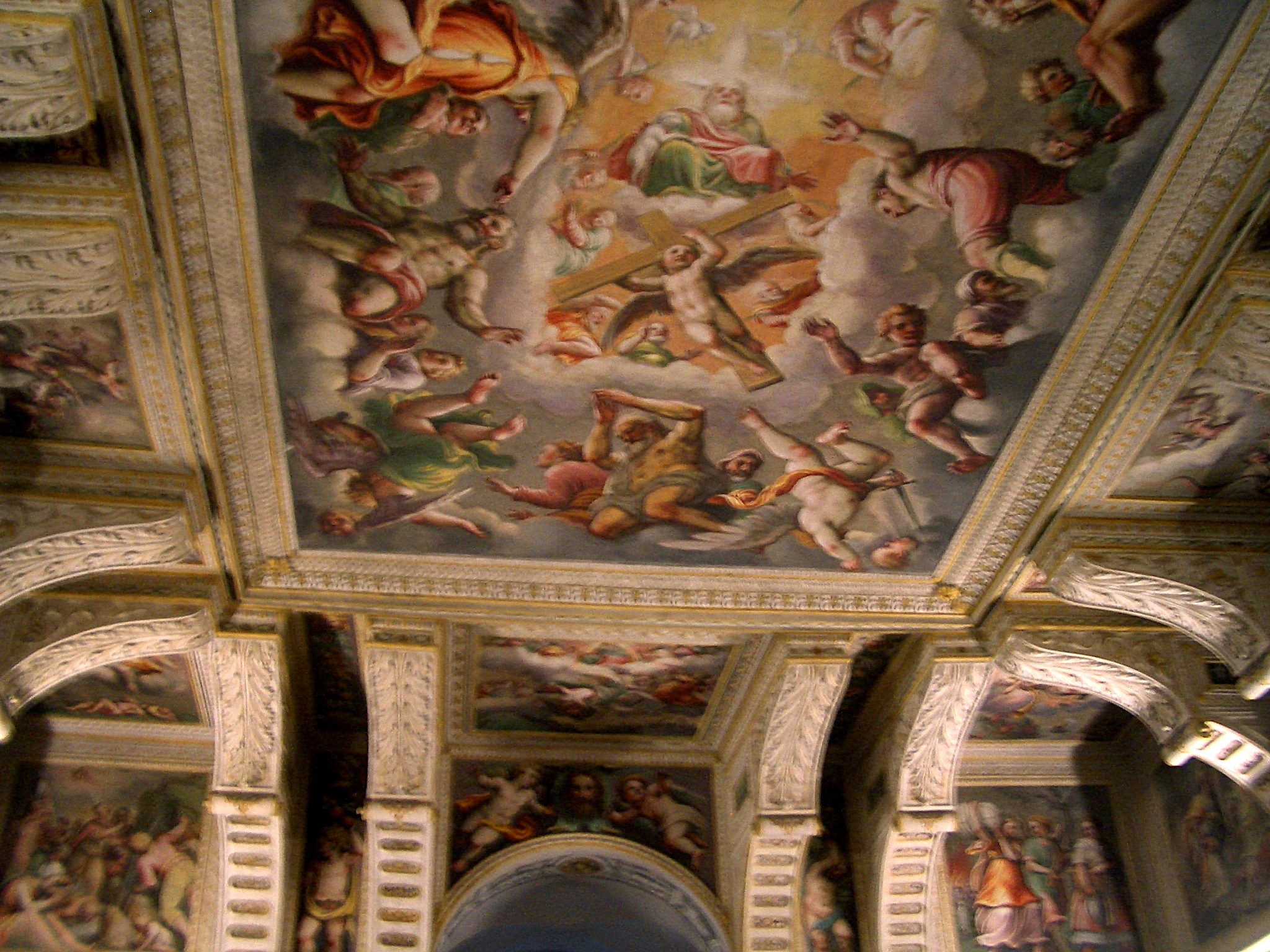
Gli affreschi di L. Gambara nell'antirefettorio

Sul soffitto della sala che immette al refettorio è posto uno straordinario ciclo di affreschi realizzato nel 1570 da Lattanzio Gambara. Il pittore, affermatosi a Brescia come collaboratore del Romanino e poi come erede della sua bottega, dimostra qui una piena assimilazione dei modi pittorici del manierismo settentrionale.
Il programma decorativo che si dispiega sul soffitto dell'antirefettorio e che dovette esser stato dettagliatamente concordato con i committenti olivetani, ha come tema generale la Salvezza dell'uomo.

Al centro della volta, in una grande cornice a stucco è raffigurata una scena di difficile lettura iconografica:
(P. V. Begni Redona, Gli affreschi di Lattanzio Gambara nell'abbazia olivetana di Rodengo, Edizioni "l'Ulivo", abbazia di Monte Oliveto Maggiore (Siena), 1996, p. 21)
Si tratta della traduzione pittorica del settimo libro dell'Apocalisse, attenta a cogliere il maggior numero di dettagli di quanto viene riportato nel visionario e profetico racconto.
Attorno al grande riquadro centrale, nelle zone incassate tra grandi mensole in stucco, sono affrescate altre dieci scene tratte dall'Apocalisse (un tema che il Gambara aveva già affrontato negli affreschi, andati distrutti, della Loggia di Brescia). Tra le raffigurazioni più efficaci (e più facilmente riconoscibili) si nota quella dei Quattro cavalieri dell'Apocalisse.
Negli spazi tra i piedritti dei mensoloni sono affrescate tredici scene dell'Antico Testamento, scelte secondo un criterio dottrinale che le collega al tema della Salvezza.

Lo straordinario impegno profuso nella decorazione della volta si completa attraverso figure di putti con ornati vegetali e mascherone, festoni floreali e scenette monocrome affrescate sui fianchi delle venti grandi mensole in stucco.
Il grande refettorio dell'abbazia

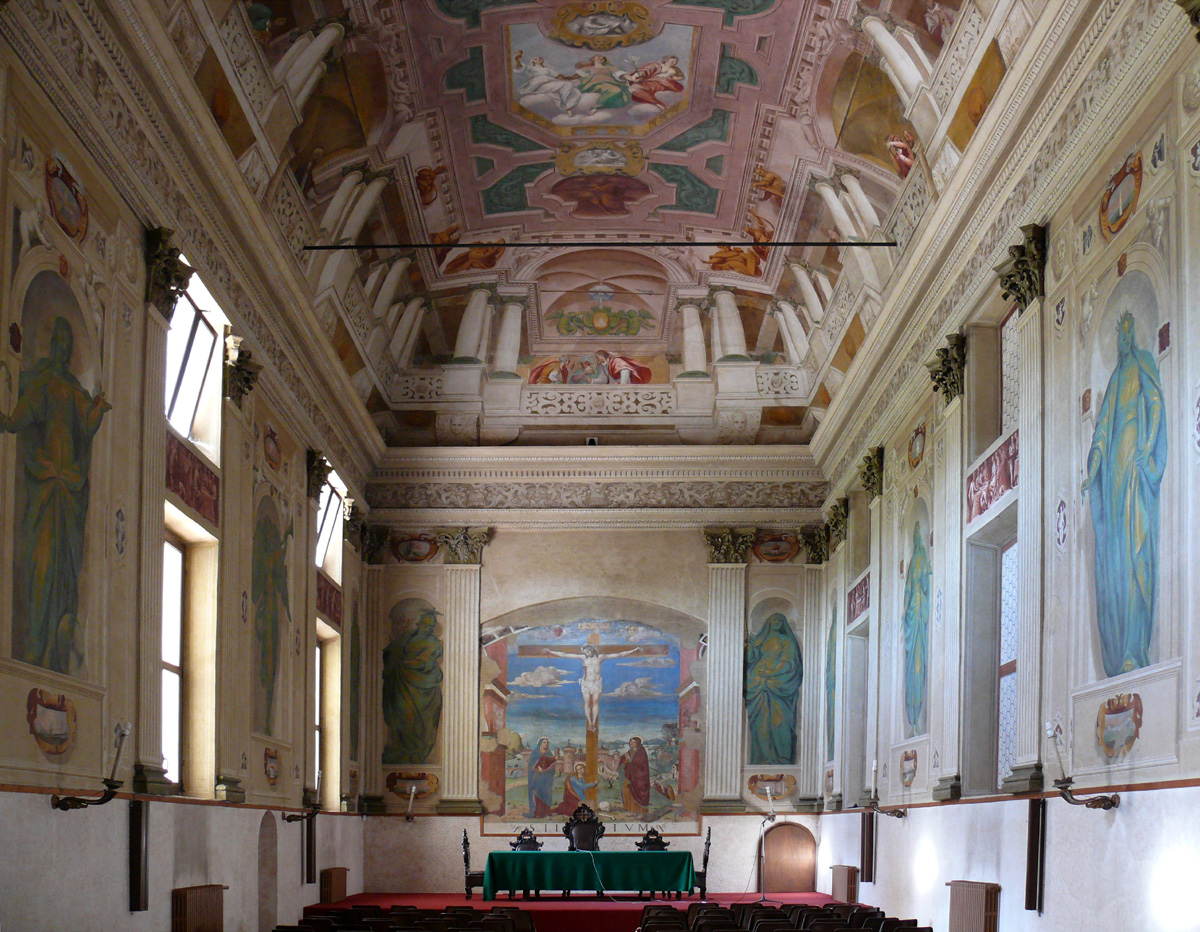
refettorio- veduta d'insieme-

fu sopraelevato nel 1600, risparmiando uno solo degli affreschi preesistenti: il grande Cristo crocifisso tra la Madonna e san Giovanni e la Maddalena abbracciata alla croce sulla parete di fondo. Si tratta di un'opera di notevole qualità artistica che alcuni studiosi hanno assegnato a Vincenzo Foppa; ma che ora viene per lo più attribuita ad un ignoto pittore bresciano attivo nel primo Cinquecento (vicino ai modi stilistici di Floriano Ferramola).

Dopo la sopraelevazione furono chiamati a decorare le alte pareti e l'ampio soffitto i pittori bresciani Tommaso Sandrini e Grazio Cossali, specialisti nel genere – allora molto stimato- delle finte architetture. Colpisce, in particolare, la profonda conoscenza delle leggi della prospettiva impiegata nel dipingere, come trompe-l'œil di tipico gusto barocco, le finte colonne della volta: esiste un punto preciso, in mezzo alla sala, dal quale esse appaiono allo spettatore tutte quante diritte.

#### Il refettorio della foresteria

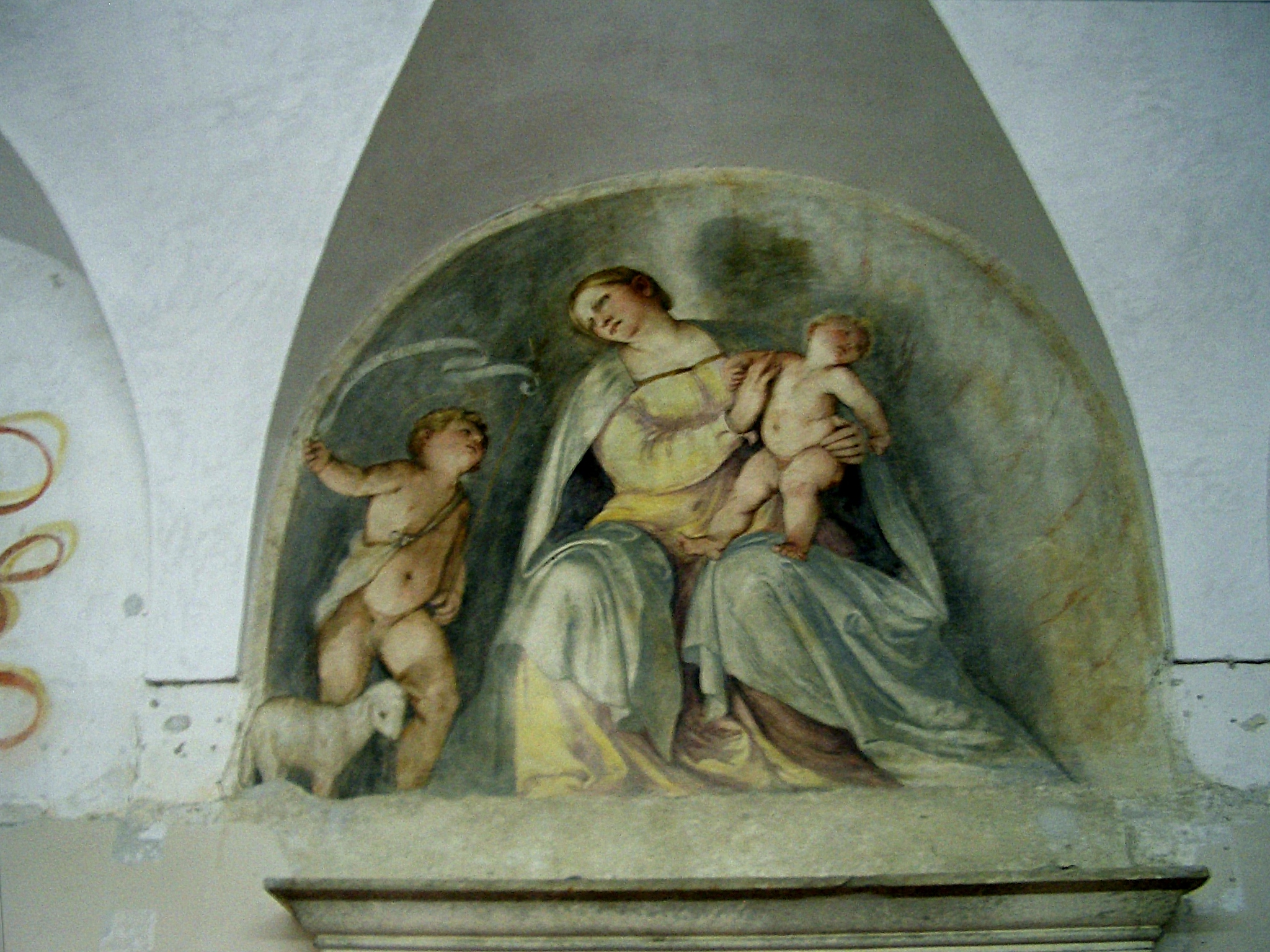
G. Romanino, Madonna col Bambino e San Giovannino

La visita al refettorio della foresteria – dov'era la mensa riservata ad accogliere gli ospiti forestieri – presenta un notevolissimo interesse per la presenza di affreschi che il Romanino eseguì verso il 1530. Essa viene anche indicata come "Sala Romanino".
Due notevoli scene di soggetto evangelico, oggi non più visibili, furono affrescate dal pittore bresciano sulla parete occidentale della sala: la Cena in Emmaus e la Cena in casa di Simone Fariseo; due raffigurazioni scelte con evidenza per celebrare il tema della Ospitalità. Esse furono staccate nel 1864 e trasferite nel 1882 alla Pinacoteca Tosio Martinengo.

A seguito dei lavori di restauro del 1979 sono riemersi sulla parete consistenti strati di pittura che erano rimasti aderenti all'intonaco: essi consentono ancora di intravedere il disegno delle due scene e di intuire così quale poteva essere l'aspetto originale del refettorio. Una copia (in dimensioni ridotte) delle due scene è stata riproposta nella sala a vantaggio dei visitatori: essi possono in tal modo apprezzare nel dipinto la forza del colorito, la solidità delle figure, lo stile rapido e sciolto, l'ambientazione popolana delle scene, narrate con un linguaggio connotato da grande umanità e da un marcato anticlassicismo.
Sulla parete di fronte si possono ancora ammirare, intatti, gli affreschi eseguiti dal Romanino: una lunetta con la Madonna col Bambino e San Giovannino e, più in basso, due riquadri incassati nel muro, raffiguranti Gesù e la Samaritana al pozzo e (esempio insolito di "natura morta") una Dispensa con stoviglie.
L'affresco nella lunetta costituisce uno struggente brano di poesia. La Madonna è raffigurata mentre guarda con animo dolente verso san Giovannino, che ha al suo fianco un agnello annunciante il necessario sacrificio del Redentore, mentre il Bambino sembra, con un gesto assai familiare, voler scendere dalle ginocchia della madre. Le figure sono illuminate da una luce che viene dal basso sulla loro sinistra; esattamente dov'è posta una finestra che dà luce alla stanza: si tratta di un'altra invenzione dettata dal realismo del Romanino.

## Galleria d’immagini

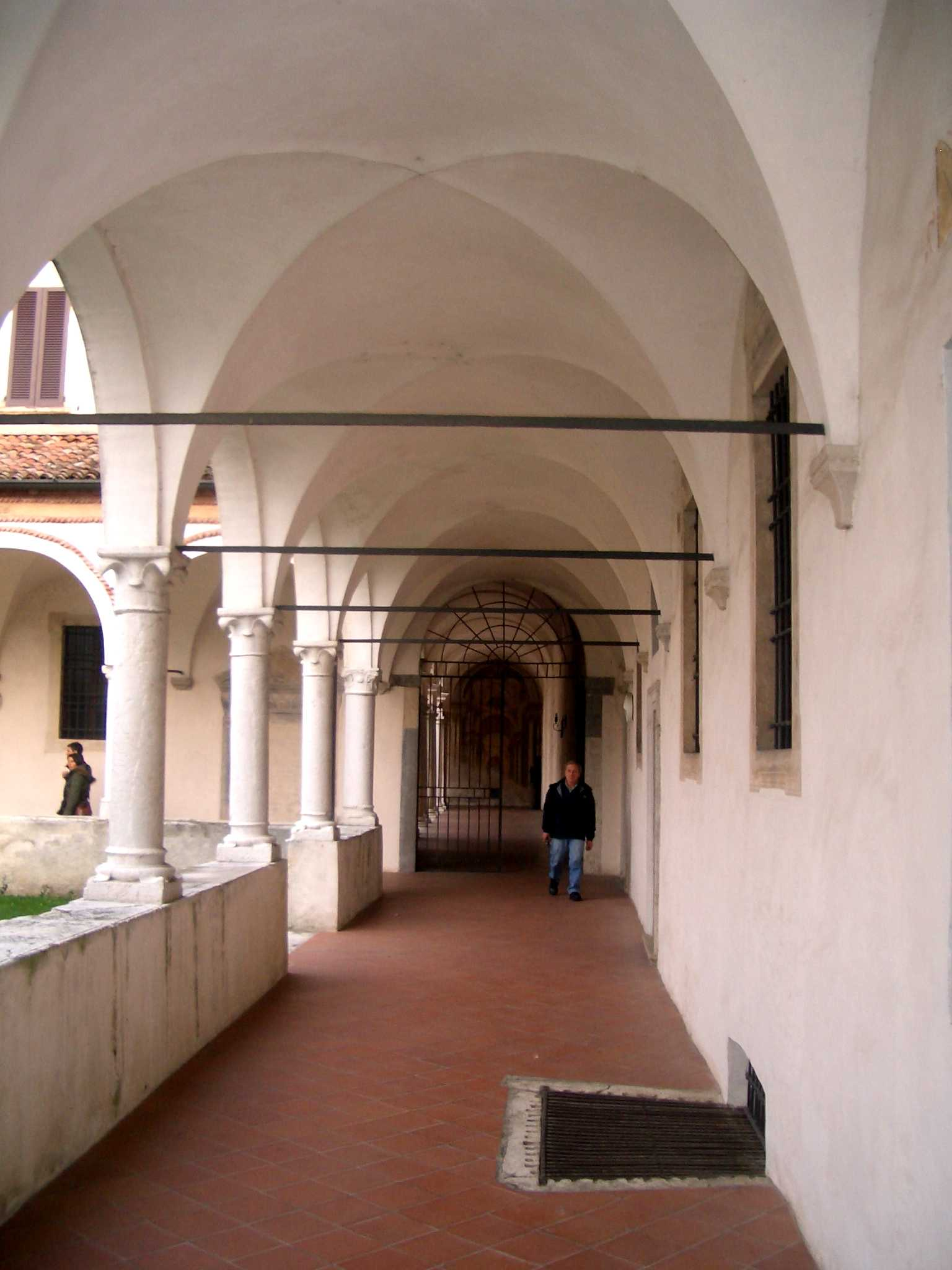
Il chiostro piccolo
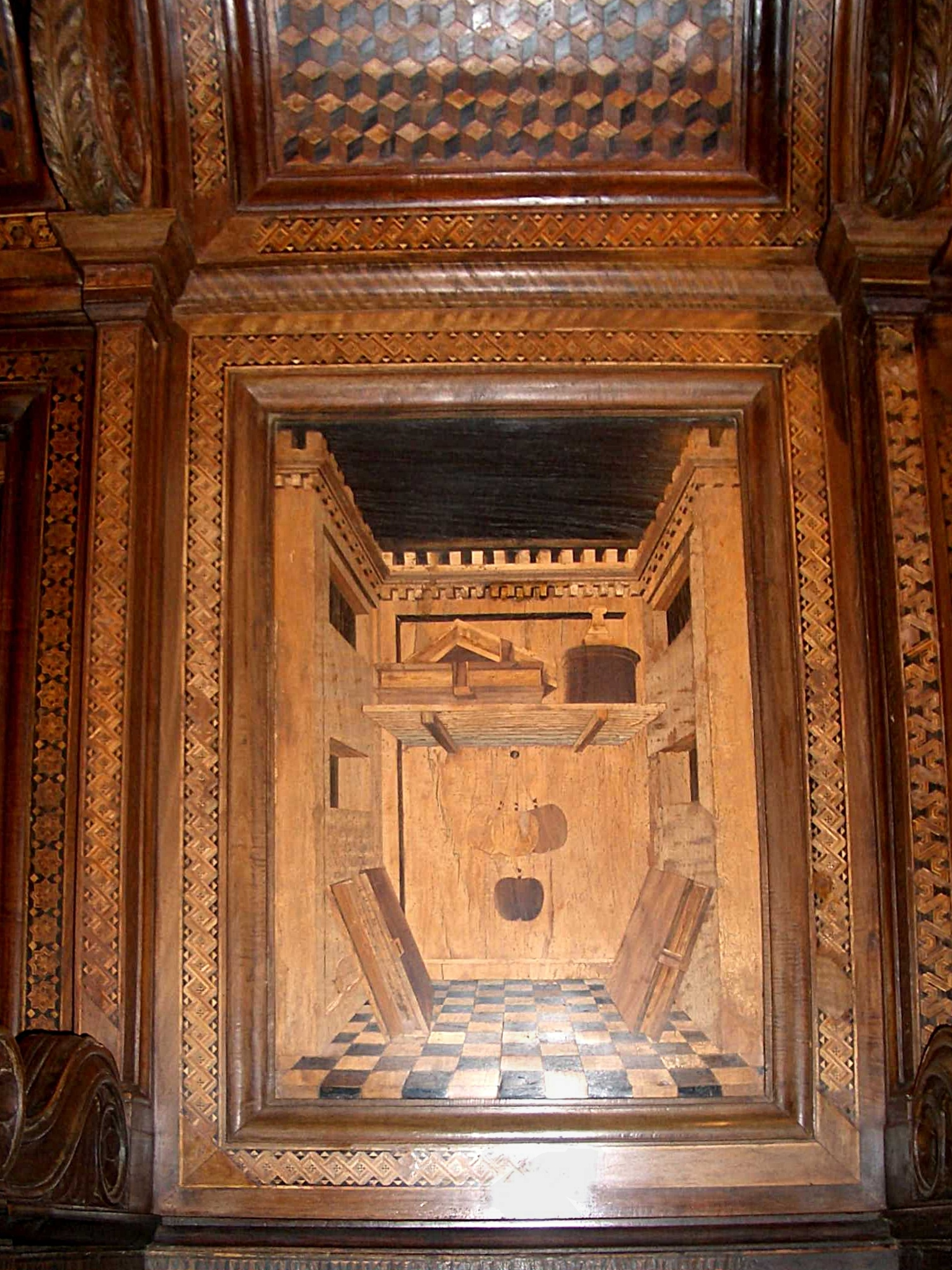
C. Rocchi, tarsia del coro
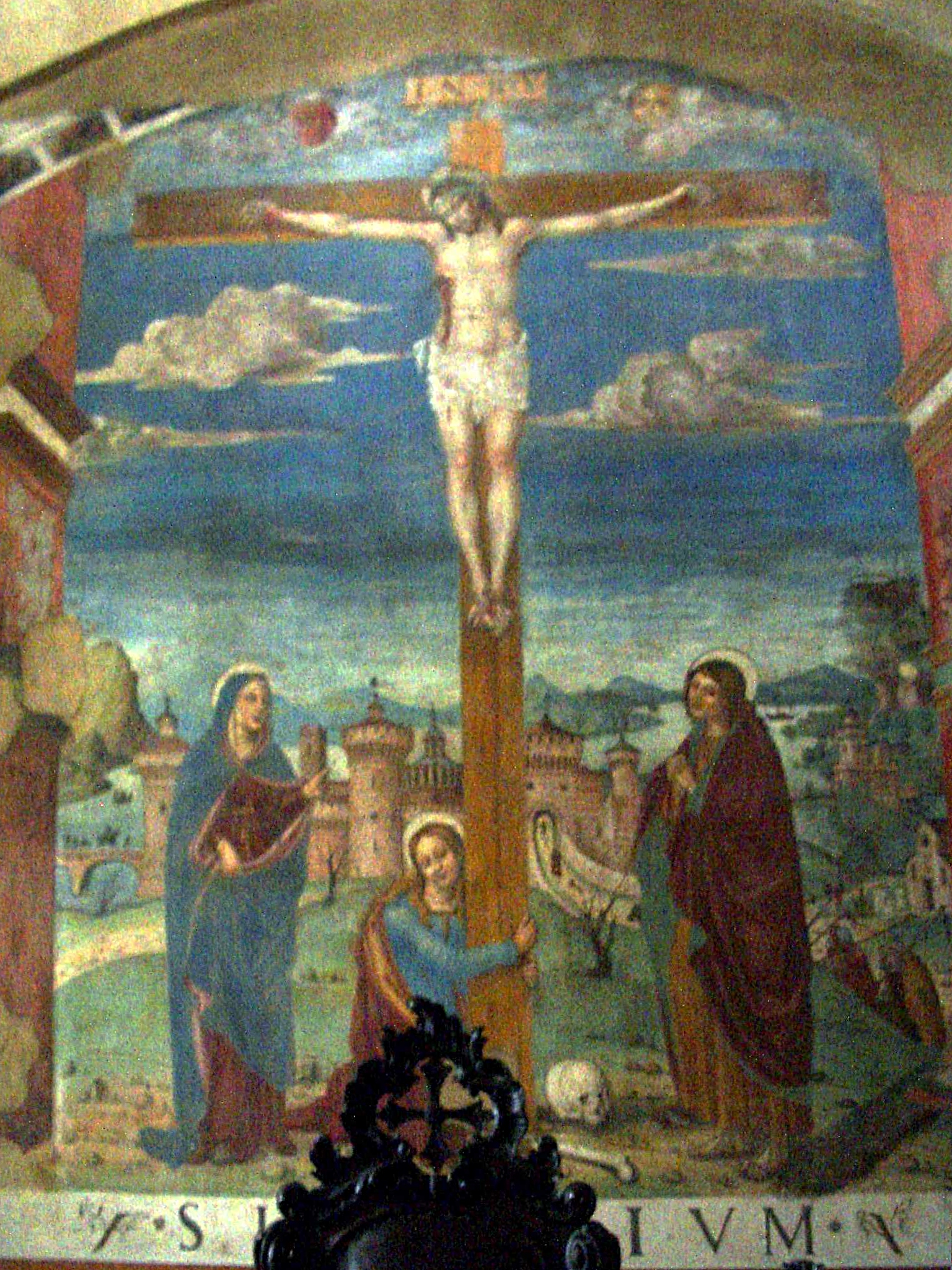
F. Ferramola(?), la Crocifissione del refettorio
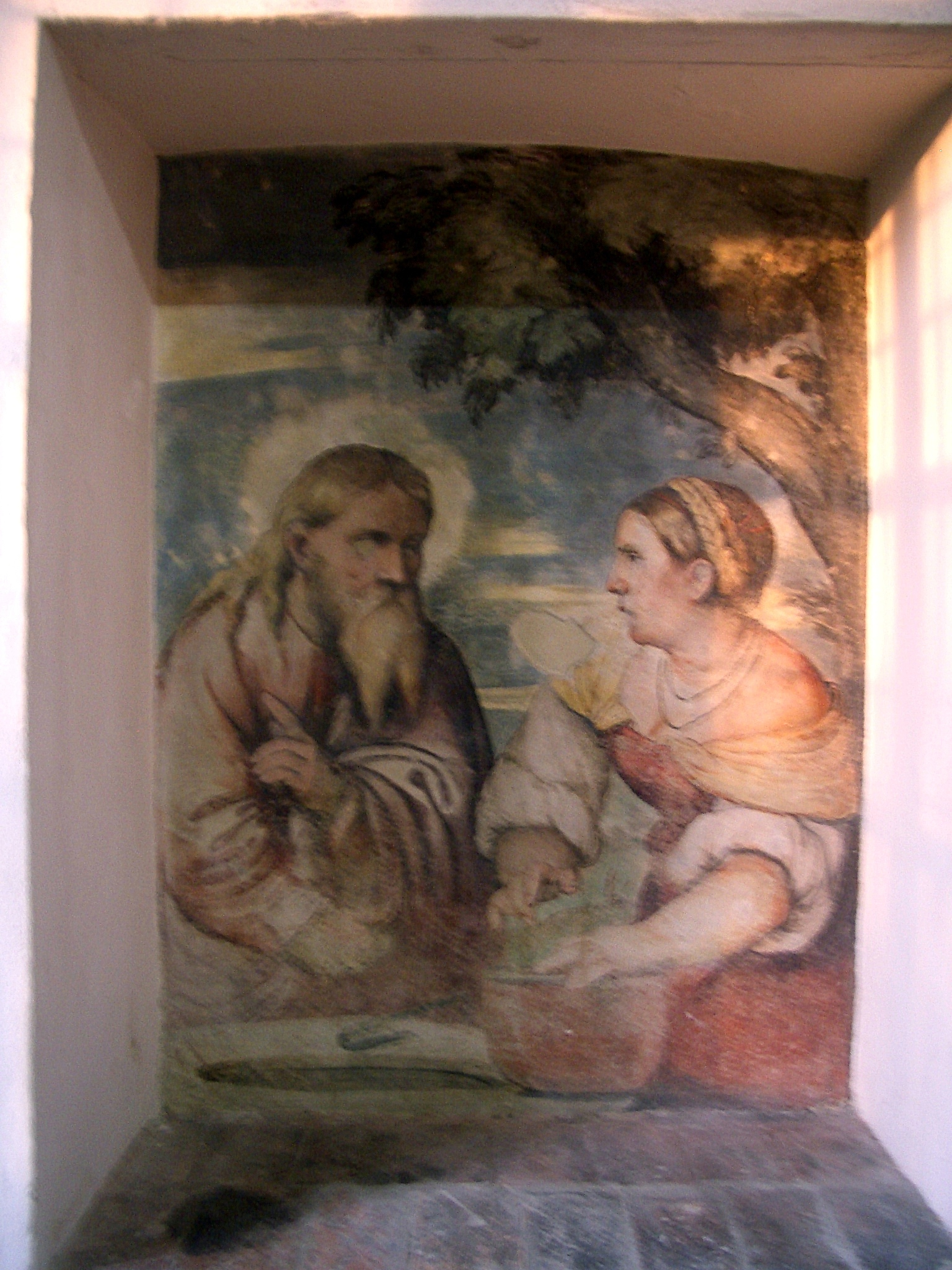
G. Romanino, Gesù e la Samaritana al pozzo